# Presa Mocúzari

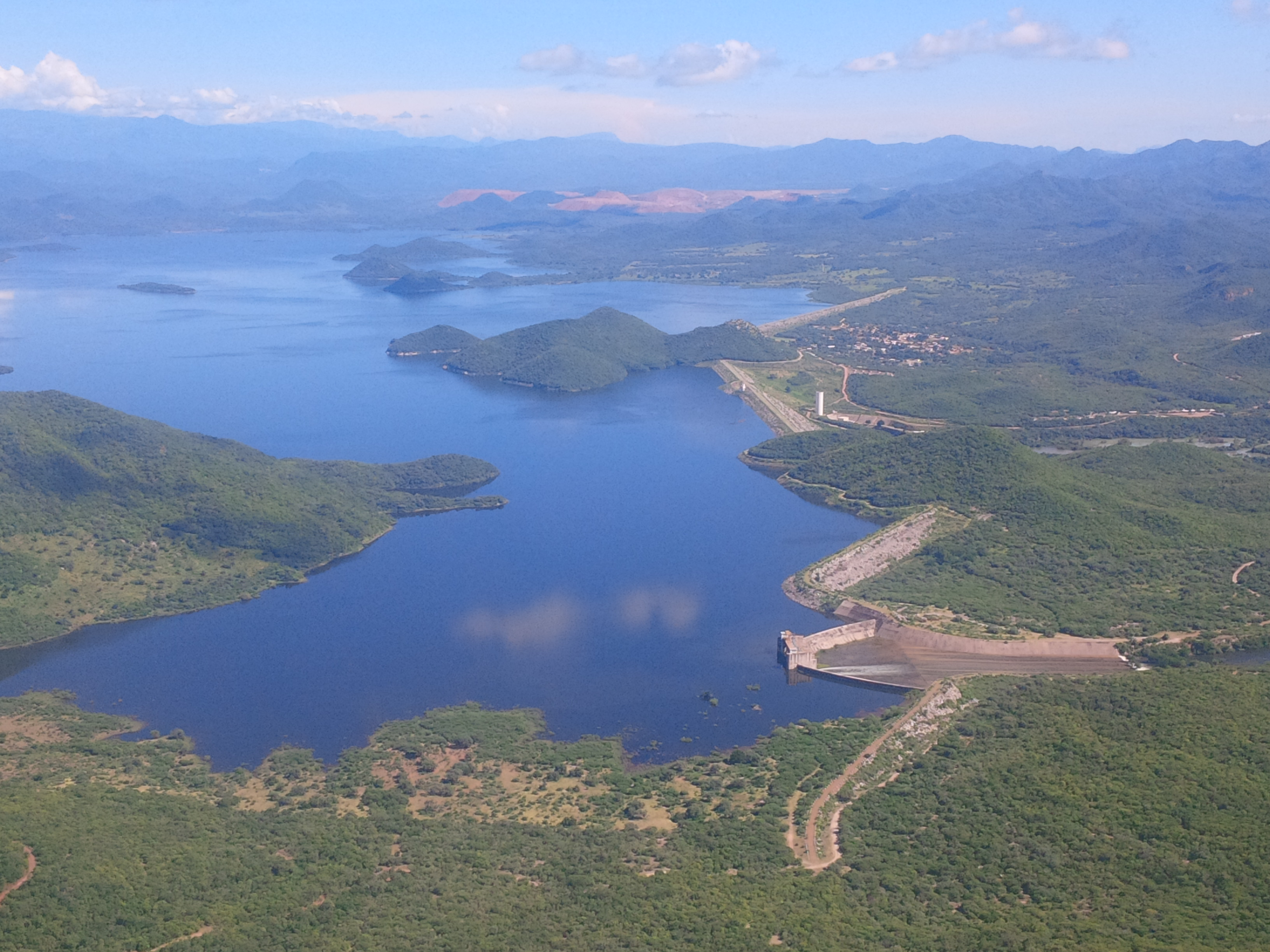
La Presa Adolfo Ruiz Cortines o Mocúzari cumple 60 años de servicio.

La Presa Mocúzari más formalmente llamada como la Presa Adolfo Ruiz Cortines, es una presa ubicada en el cauce del Río Mayo en el municipio de Álamos, Sonora, inicio operaciones el 3 de marzo de 1959, cuenta con una central hidroeléctrica capaz de generar 10 megawatts de energía eléctrica, su embalse albega aproximadamente 950 hectómetros cúbicos de agua.